# Alexander Felizianowitsch Meisner
Alexander Felizianowitsch Meisner (russisch Александр Фелицианович Мейснер; * 25. Oktoberjul. / 6. November 1859greg. in Nowgorod; † 1935 in Moskau) war ein russisch-sowjetischer Architekt des Eklektizismus, des Jugendstils und des Konstruktivismus, Restaurator und Hochschullehrer.

## Leben
Meisner, Sohn eines Beamten, studierte an der Moskauer Hochschule für Malerei, Bildhauerei und Architektur (kurz MUSchWS) mit Abschluss 1883.
Nach dem Studium war Meisner Assistent Alexander Popows beim Bau des Moskauer Historischen Museums, Assistent Konstantin Bykowskis bei der Projektierung und dem Bau des Moskauer Universitätsklinik-Städtchens auf dem Dewitschje Pole an der Moskwa nördlich des Nowodewitschi-Klosters an der heutigen Großen Pirogowskaja-Straße und Architekt des Moskauer Lasarjew-Instituts für Orientalische Sprachen (ab 1890) und des Krönungsobdachlosenheims in Sokolniki (jetzt Krankenhaus Nr. 14). Er erstellte Konstruktionsberechnungen für andere Architekten. Ab 1894 lehrte Meisner an der MUSchWS, an der Stroganow-Zeichenschule und an der Landwirtschaftsschule. Ab 1903 war er Mitglied der Moskauer Architektur-Gesellschaft (MAO).
In der Mitte der 1890er Jahre wurde Meisner Hausarchitekt der Scheremetews. Er projektierte Wohnhäuser und restaurierte die Kirche der Muttergottes vom Zeichen auf dem Scheremetew-Hof und Schlösser und Kirchen außerhalb Moskaus. Er war Architekt des Hospizes des Grafen Alexander Scheremetew. Ab 1900 wandte er sich dem Jugendstil der französisch-belgischen Art zu, wobei er die horizontalen Linien betonte.
Nach der Oktoberrevolution 1917 arbeitete Meisner weiter in Moskau, lehrte und baute für verschiedene medizinische Einrichtungen. 1919–1921 beteiligte er sich mit Nikolai Markownikow, Iwan Maschkow, Ilja Bondarenko, Sergei Rodionow und Iwan Rylski an der Restaurierung der Kitai-Gorod-Schutzmauer. Themen seiner Veröffentlichungen in dieser Zeit waren Verfahren des kostengünstigen Bauens einschließlich der Verwendung von Stampflehm und Lehmziegeln und der Schutz von Gebäuden vor natürlicher Zerstörung. Meisner wohnte im Haus des Bauingenieurs Nikolai Falejew am Moskauer Miljutinski Pereulok 3.
Der Architekt Iwan Felizianowitsch Meisner war Meisners älterer Bruder.

## Ehrungen
- Held der Arbeit (1934)

## Werke

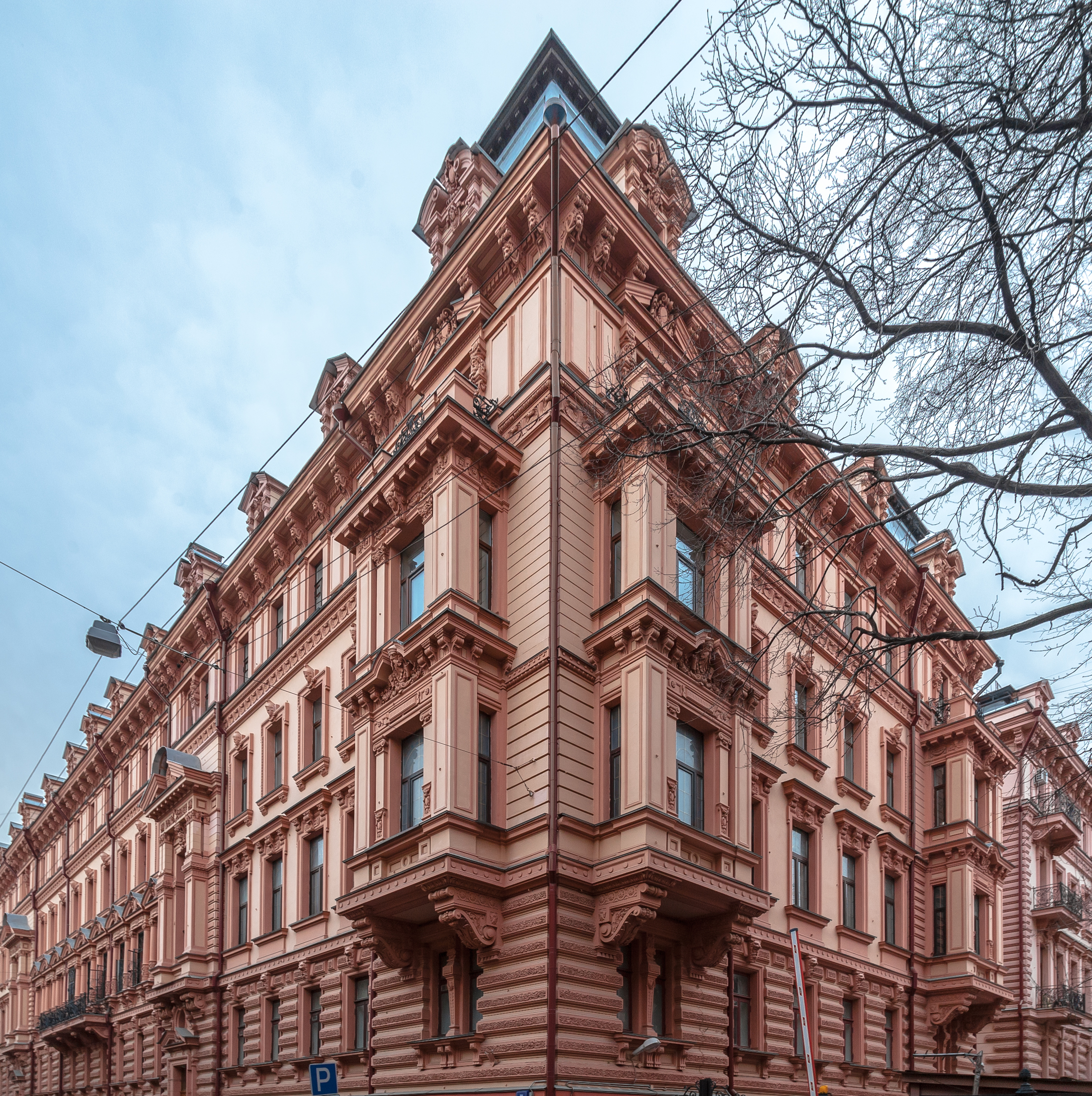
Wohnhaus A. D. Scheremetews (1895–1898, seit den 1920er Jahren 5. Haus der Sowjets), Romanow Pereulok 3, Moskau
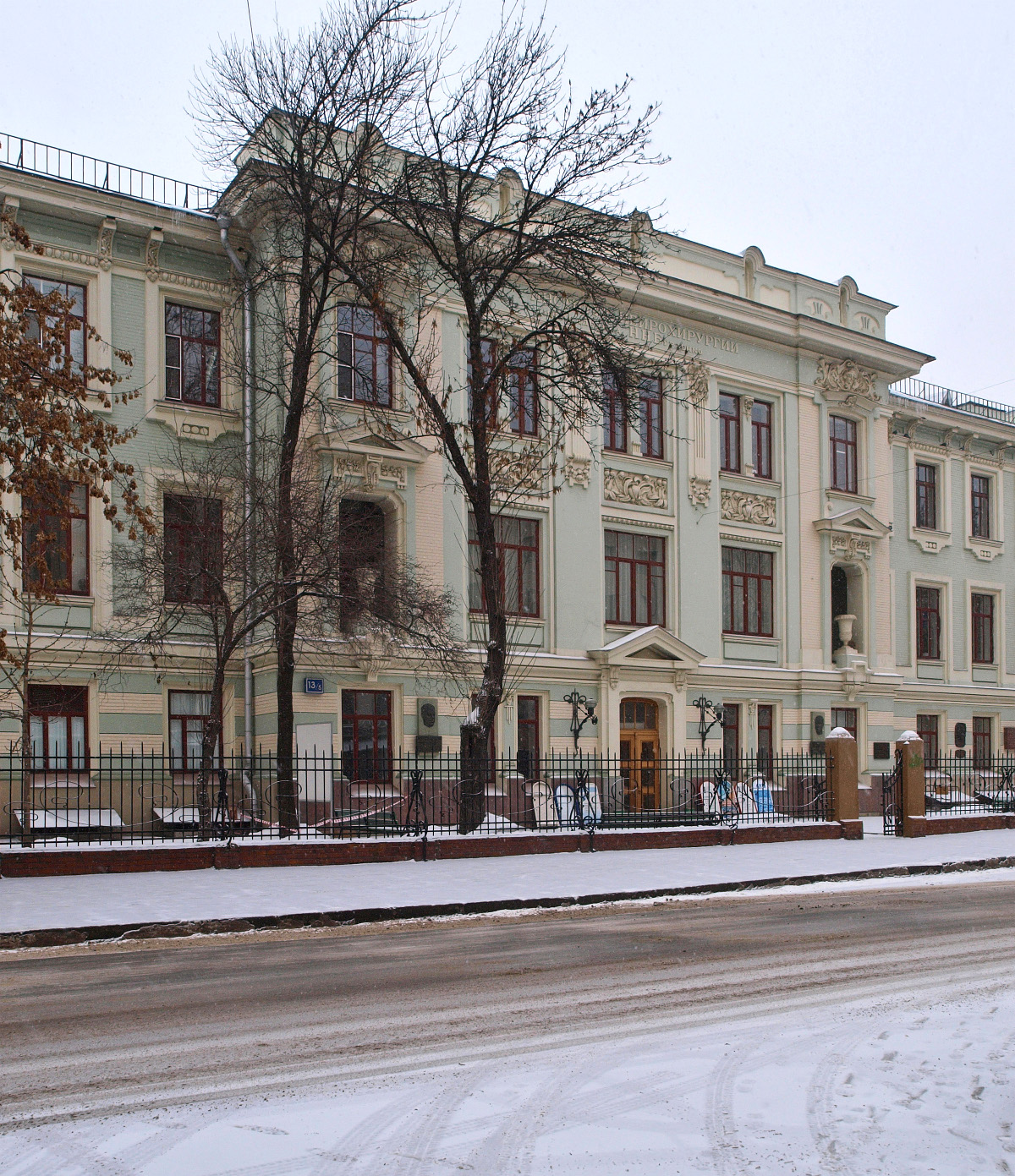
Peter-Alexander-Pensionsheim des Adels des Gouvernements Moskau (1900–1902 mit Max Hoeppener, seit 1945 Burdenko-Neurochirurgie-Institut), Uliza Fadejewa 5, Moskau
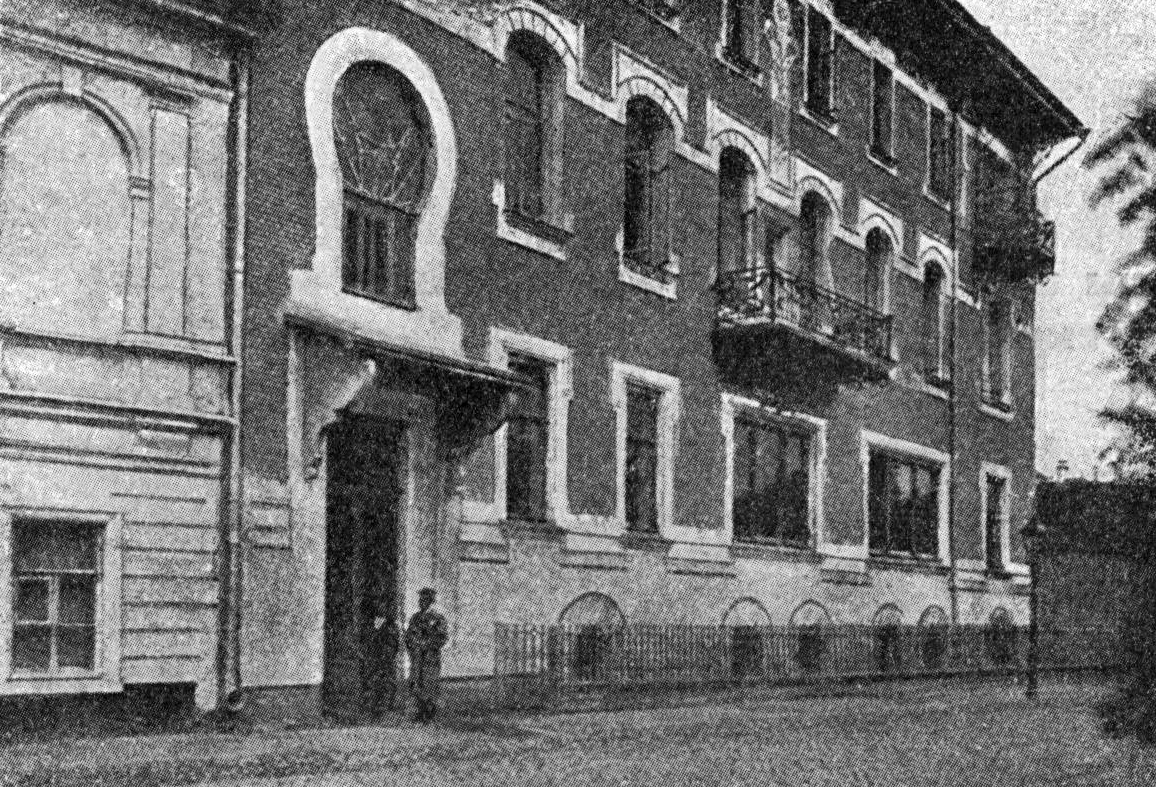
Wohnhaus Gräfin N. A. Scheremetewas (1901, 1936–1937 umgebaut von dem Architekten Jewgeni Iocheles als Haus der Arktisfahrer der Hauptverwaltung der Nordmeer-Verkehrswege), Nikitski Bulwar 9, Moskau
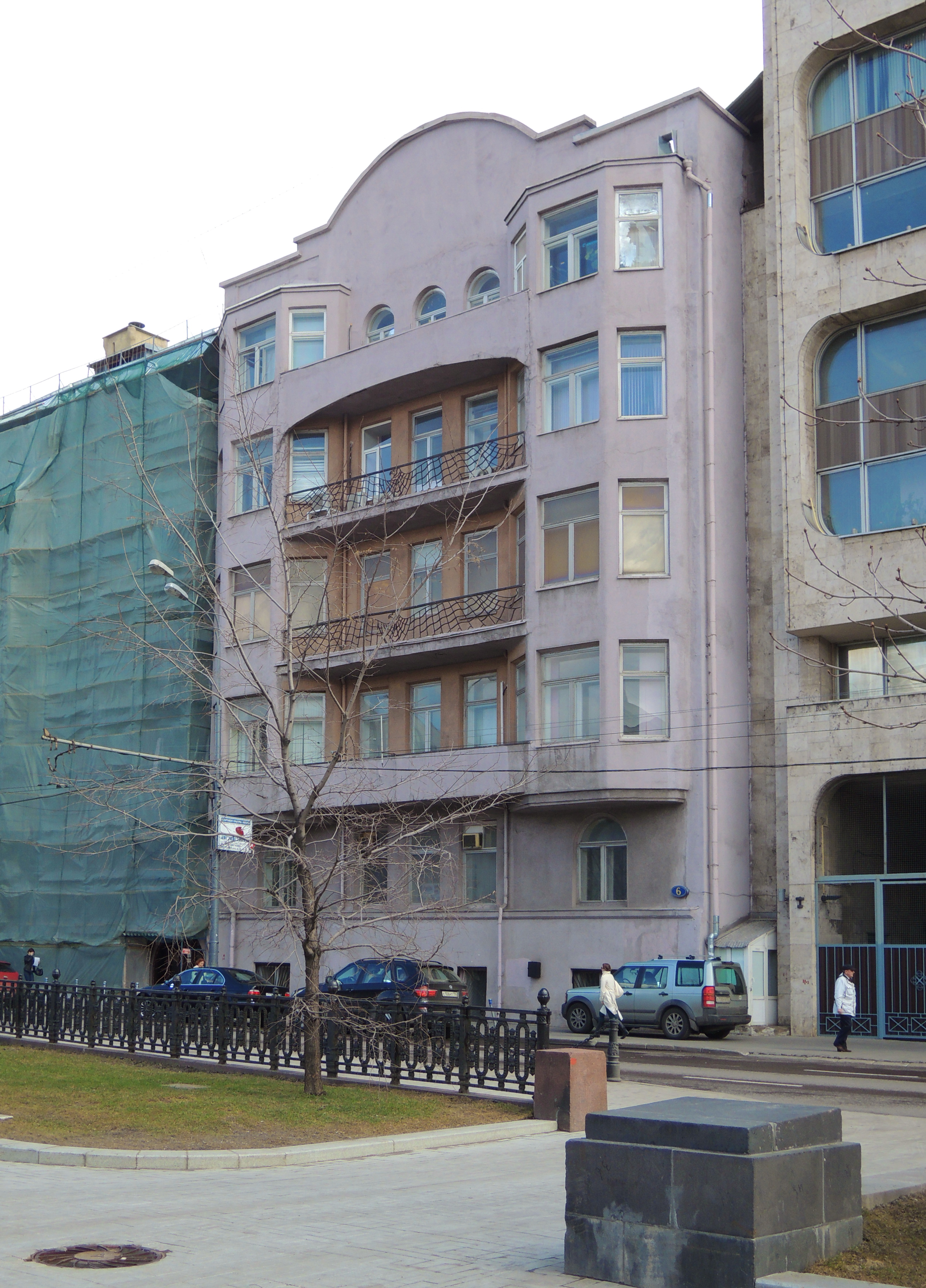
Korobkowa-Wohnhaus (1901–1903), Twerskoi Bulwar 6, Moskau
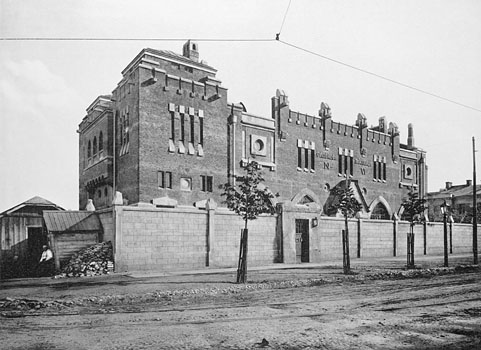
Sokolniki-Umspannwerk der Städtischen Eisenbahn (1905–1910 mit Max Hoeppener), 2. Bojewskaja Uliza 15–17, Moskau
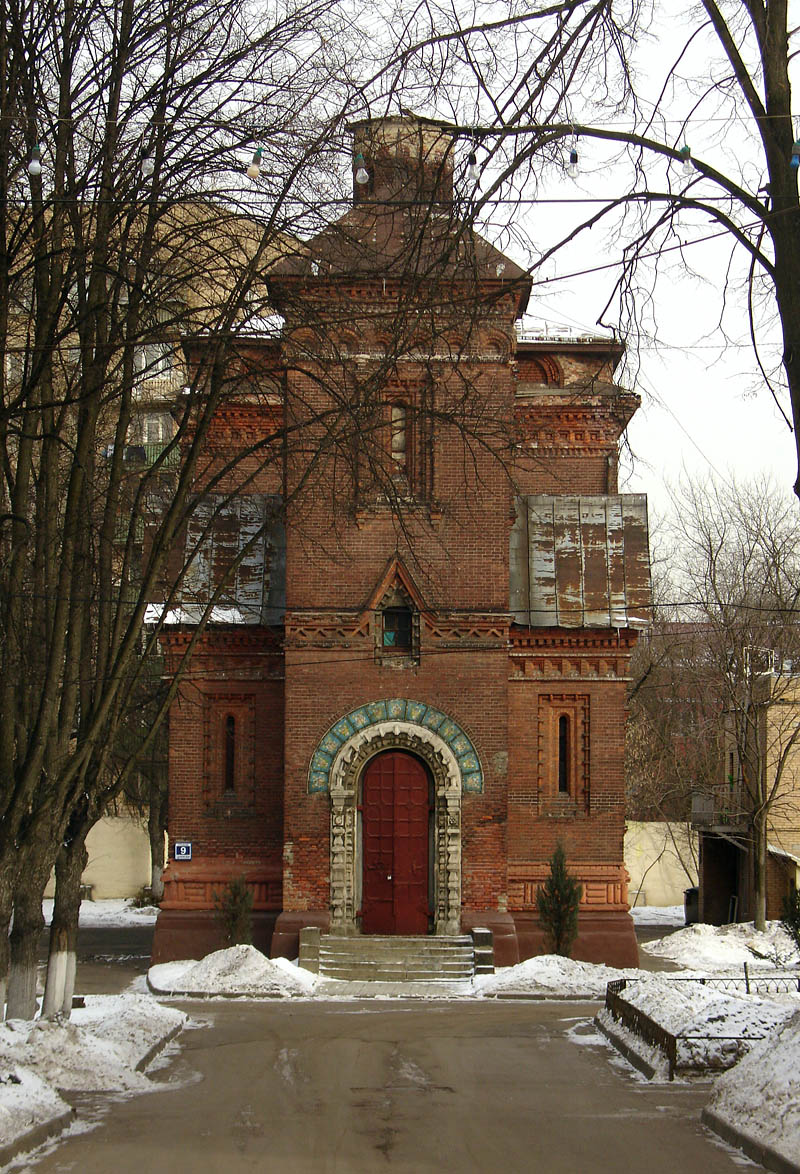
Kirche der Smolensker Muttergottes-Ikone des Krönungsobdachlosenheims (1907), Uliza Korolenko 3, Moskau
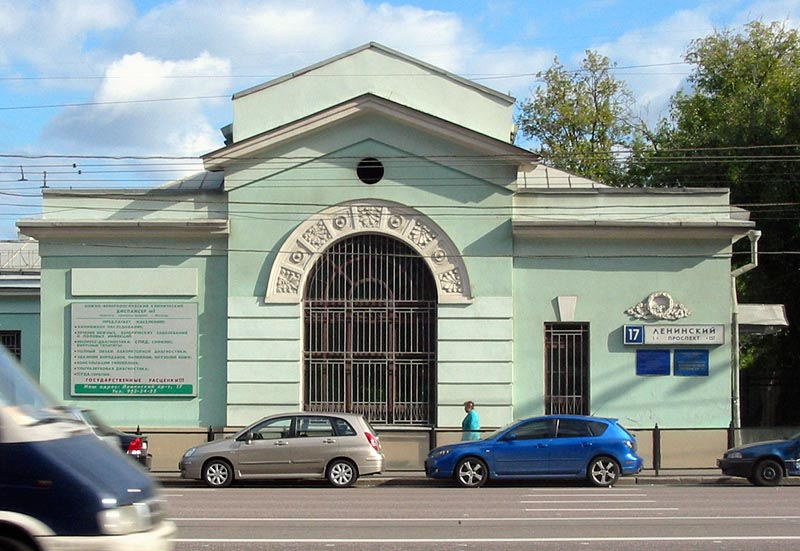
Städtisches M.-I.-Ljubimow-Krankenhaus (1912), Leninski Prospekt 17, Moskau
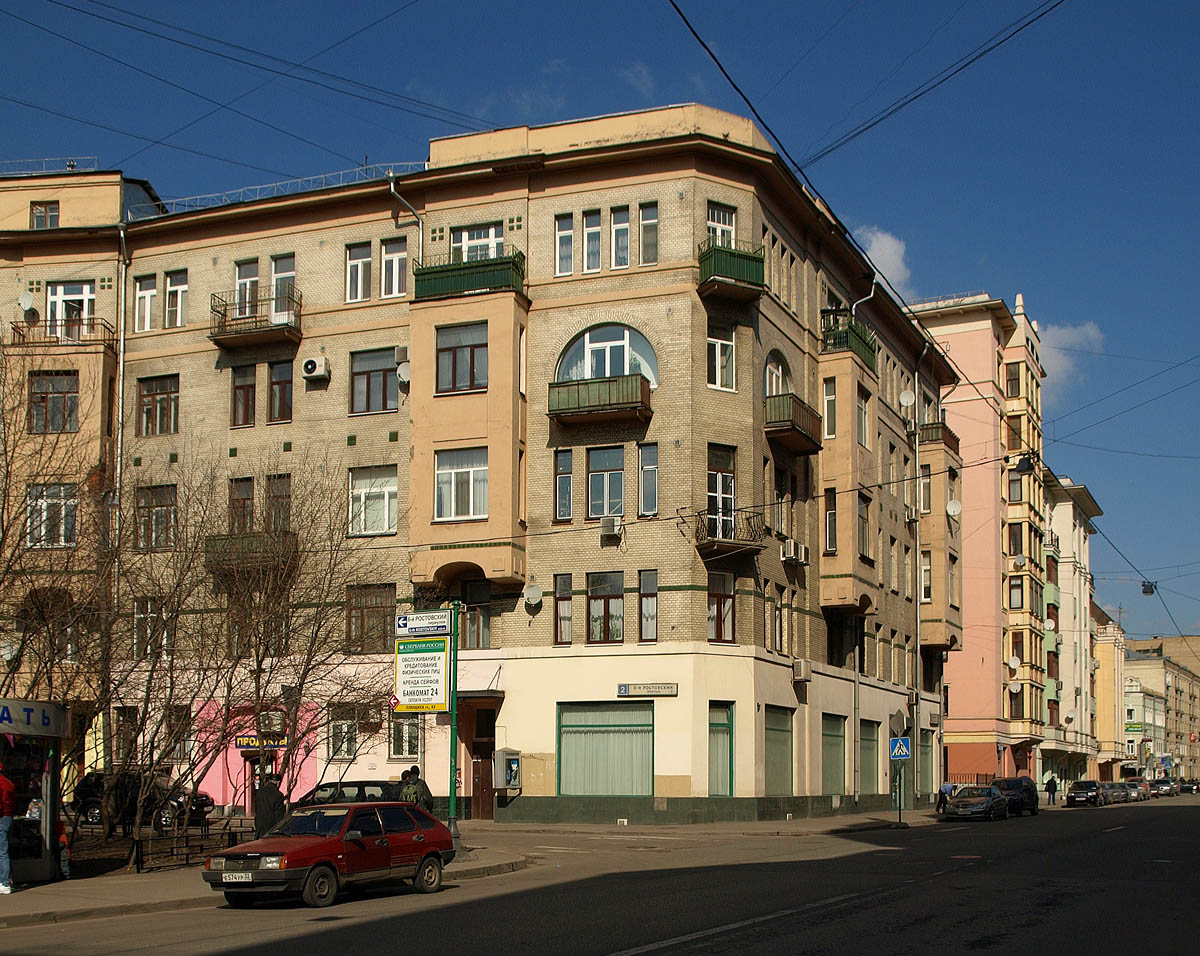
Wohnhaus W. W. Kisseljows (1913), Uliza Pljuschtschicha 26, Moskau
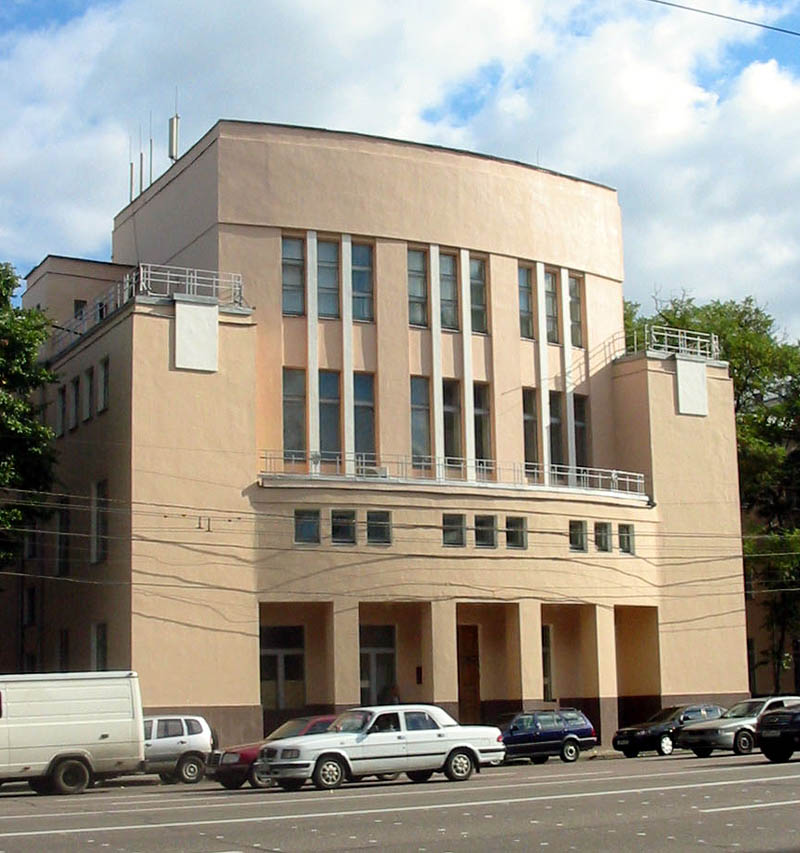
Medizinisch-Biologisches Institut (1928–1934), Leninski Prospekt 19, Moskau